# Torre de Madrid
Torre de Madrid (Turm von Madrid) ist der Name eines Wolkenkratzers in der spanischen Hauptstadt Madrid. Er ist 142 Meter hoch, hat 37 Etagen und wurde zwischen 1954 und 1957 gebaut. Er wurde von den Architekten Julián und José María Otamendi Machimbarrena entworfen, die bereits das Edificio España entworfen hatten.

## Lage
Er befindet sich am Plaza de España (Madrid) und beherbergt Wohnungen und ein Hotel.

## Geschichte
Bis 1967 war er das höchste Bürogebäude Westeuropas, bevor er vom 150 Meter hohen Tour du Midi in Brüssel abgelöst wurde.
Er war bis 1982 das höchste Gebäude in Spanien und wurde damals vom Torrespaña abgelöst.

## Trivia
- Der Turm erschien in zahlreichen spanischen und europäischen Filmen der sechziger Jahre.

- Das spanische Duo Azul y Negro  komponierte einen Song mit dem Titel La Torre De Madrid.[2]